# Acacia mutabilis
Acacia mutabilis är en ärtväxtart som beskrevs av Bruce R. Maslin. Acacia mutabilis ingår i släktet akacior, och familjen ärtväxter.

## Underarter
Arten delas in i följande underarter:
- A. m. angustifolia
- A. m. incurva
- A. m. mutabilis
- A. m. rhynchophylla
- A. m. stipulifera